# Call of Duty: Black Ops
Call of Duty: Black Ops é um jogo eletrônico de tiro em primeira pessoa desenvolvido pela Treyarch, publicado pela Activision e lançado mundialmente em 9 de novembro de 2010 para as plataformas Microsoft Windows, Xbox 360, PlayStation 3, Wii e Nintendo DS. Anunciado em 30 de abril de 2010, o jogo é o sétimo capítulo da série Call of Duty, e o primeiro situado durante a Guerra Fria. É o terceiro da série a ser desenvolvido pela Treyarch, sendo uma sequência direta de Call of Duty: World at War.
Nas primeiras 24 horas de lançamento, o jogo vendeu mais de 5,6 milhões de unidades, sendo 4,2 milhões nos Estados Unidos e 1,4 milhão no Reino Unido, batendo o recorde alcançado por seu antecessor, Modern Warfare 2, em aproximadamente 2,3 milhões de cópias. A 1 de maio de 2012 foi revelado a sequência Call of Duty: Black Ops II com lançamento para novembro de 2012.

## Jogabilidade

### Visão geral
Black Ops é um jogo de tiro em primeira pessoa. O jogador assume o papel de um veterano de guerra que pode manejar diversas armas diferentes (sendo capaz de carregar consigo apenas duas de cada vez), lançar granadas de mão e utilizar vários tipos de equipamento.

### Campanha
O jogador assume o papel de diversos personagens durante a campanha single-player, mudando de perspectiva com o avançar da história. Os personagens jogáveis são agentes de forças especiais conduzindo missões clandestinas por trás das linhas inimigas. Sendo assim, cada personagem tem suas próprias características, como vozes e sombras. As missões trazem uma série de objetivos mostrados no heads-up display, que marca a direção e distância a ser alcançada para cumprir cada objetivo. O jogador é acompanhado por tropas aliadas durante todo seu percurso. Embora primeiramente um jogo de tiro em primeira pessoa, o jogador pode também pilotar um helicóptero Mil Mi-24 e guiar tropas a partir de uma aeronave de reconhecimento SR-71 Blackbird. A campanha apresenta diversos momentos roteirizados em estilo cinematográfico, como por exemplo na missão "Victor Charlie", quando um tiro disparado contra soldados vietcongues assume um efeito bullet-time.

### Multiplayer
O módulo multiplayer online de Black Ops geralmente gira em torno de duas equipes envolvidas em uma missão específica. Em "Team Deathmatch"e "Hardcore Team Deahtmatch" , por exemplo, a equipe com maior placar de mortes vence, enquanto em "Capture the Flag", os jogadores devem adquirir as bandeiras da equipe adversária e levarem-as a sua própria base. Em complemento, há o módulo "Free For All", no qual os jogadores não são incorporados em equipes, e assim jogando solo. Sem incluir as fases extras disponíveis para download, há 14 mapas diferentes.

### Zombies
O jogo traz também um módulo cooperativo intitulado "Zombies", cujo propósito é lutar contra uma invasão de zumbis. Projetado inicialmente para World at War, foi retrabalhado para ser incluído em Black Ops. No mapa "Five", os jogadores podem assumir a pele de John F. Kennedy, Richard Nixon, Robert McNamara ou Fidel Castro. Há também um mapa baseado no jogo original, chamado "Kino der Toten" (Cinema dos Mortos em alemão). Não se tem uma informação oficial, mas o mapa Kino der Toten, tem uma semelhança muito grande ao teatro nazista que aparece no filme Bastardos Inglórios, lançado em 2009. Esta fase apresenta os personagens de World at War — Edward Richtofen, Tank Dempsey, Takeo Masaki e Nikolai Belinski.

### Call of Duty: Elite
Em 31 de maio de 2011, a Activision anunciou que Call of Duty: Elite, assim como Bungie.net e Battle.net, é um novo serviço social para Call of Duty, em comunidade, para acompanhar e comparar as estatísticas, criar vídeos e conteúdo "premium"(pago) de acesso. O serviço está totalmente integrado em Black Ops e em Call of Duty: Modern Warfare 3, e foi lançado para coincidir com o lançamento mundial do jogo MW3 a 8 Novembro de 2011. Foi lançada uma versão beta de Call of Duty: Elite para o Black Ops a 14 de Julho de 2011.

## Sinopse

### Personagens e ambientação
Call of Duty: Black Ops ocorre entre 1961 e 1968 durante a Guerra Fria e a Guerra do Vietnã, 16 a 23 anos após os acontecimentos de Call of Duty: World at War. Retrata uma história de operações secretas realizadas atrás das linhas inimigas pela CIA e MACV-SOG. As missões acontecem em vários países ao redor do globo, incluindo Cuba, União Soviética, Estados Unidos, Vietnã do Sul, Laos, China e Canadá. A campanha para um jogador gira em torno das tentativas da CIA de impedir agentes adormecidos soviéticos incorporados nos Estados Unidos, a serem ativados por meio de transmissões de uma estação de números, e uma arma química conhecida como "Nova 6".
O jogador controla primariamente Alex Mason, agente das forças especiais da CIA/SOG, e ocasionalmente Jason Hudson, assim como outros personagens. Mason trabalha com frequência com os agentes Frank Woods e Joseph Bowman, enquanto Hudson forma equipe com Grigori Weaver, um agente de campo russo. O jogo marca o retorno de Viktor Reznov, personagem chave na campanha soviética de World at War — juntamente com seu protagonista Dimitri Petrenko, que aqui faz uma breve aparição. Black Ops apresenta diversas figuras históricas da Guerra Fria: Mason encontra John F. Kennedy, Robert McNamara e Fidel Castro.

### Enredo
Em 25 de fevereiro de 1968, Alex Mason, agente da CIA/SOG, está preso a uma cadeira em uma sala de interrogatórios. Sem saber onde está, ele é bombardeado por seus captores ocultos com perguntas sobre a localização de uma emissora de números. As técnicas usadas no interrogatório começam então a provocar uma série de flashbacks em Mason.
É 1961, e Mason, Woods e Bowman tentam assassinar Fidel Castro (Operação 40) durante a invasão da Baía dos Porcos. Mason aparentemente é bem sucedido em cumprir a missão, mas a retirada de sua equipe dá errado, e ele é forçado a ficar para trás e proteger o avião em fuga de seus companheiros. Ele é capturado por Castro, que revela que seu sósia é que fora assassinado. Em decorrência de uma aliança com a União Soviética, Castro entrega Mason ao General Nikita Dragovich. Mason é imprisionado no Gulag de Vorkuta por dois anos. No cárcere, ele faz amizade com Viktor Reznov, ex-soldado do Exército Vermelho. Reznov revela a Mason a identidade daqueles envolvidos em sua prisão e subsequente tortura: Dragovich, Lev Kravchenko (seu braço direito) e Friedrich Steiner, um ex-cientista Nazista que desertou para a União Soviética. Todos os três compartilham uma ligação com Reznov: em outubro de 1945, Reznov, Dragovich, Kravchenko e Dimitri Petrenko integraram uma equipe enviada para localizar Steiner, escondido com uma unidade das SS no Círculo Polar Ártico. Durante a operação, Reznov é traído por Dragovich, que usa a criação de Steiner, um gás conhecido como "Nova-6" em Petrenko. Reznov é poupado do mesmo destino quando comandos britânicos atacam os russos. Durante a confusão, ele destrói o Nova-6 que, no entanto, é posteriormente recriado para os soviéticos por Steiner e um cientista britânico chamado Daniel Clarke. Pouco depois, Reznov é detido em Vorkuta. Ele e Mason dão início a uma rebelião de presos, mas apenas este último consegue escapar do local.
Um mês depois, o presidente John F. Kennedy autoriza o assassinato de Dragovich. Em novembro de 1963, Mason, Woods, Bowman e Weaver são despachados para o Cosmódromo de Baikonur na República Socialista Soviética Cazaque para sabotar o programa espacial soviético e eliminar os integrantes do projeto "Ascensão", antigos cientistas nazistas cooptados pelo regime soviético. No começo da operação, Weaver é capturado e torturado por Kravchenko, mas Mason e sua equipe conseguem libertá-lo, destruindo nesse meio tempo a nave espacial Soyuz. Dragovich escapa da morte, fazendo com que Mason fique em seu encalço pelos cinco anos seguintes. Em 1968, o MACV-SOG é estabelecido na Guerra do Vietnã, para investigar a presença soviética na região. Após defender Khe Sanh, o SOG é posicionado em Huế durante a Ofensiva do Tet para recuperar um dossiê com informações sobre Dragovich fornecidas por um desertor russo. A equipe recupera o documento enquanto Mason encontra Reznov, que revela ser ele a fonte. Posteriormente, Mason e Woods se unem a 1ª Divisão de Cavalaria dos Estados Unidos ao sul da Zona Desmilitarizada do Vietnã, onde seu Huey é abatido em um rio. Woods e Mason – com a suposta ajuda de Reznov trabalham junto com Bowman e outros agentes para investigar a presença soviética em uma vila vietcongue próxima ao rio, rastejando por túneis no solo, plantando explosivos e eliminando os inimigos na área. Após isso, a equipe SOG segue então para o vizinho Laos para interceptar um carregamento de Nova-6 transportado por um avião soviético abatido. Após uma viagem fluvial, no local da queda, eles são subjugados pelas levas de soldados vietcongues e da Spetsnaz, comprovando que a União Soviética realmente estava enviando soldados para ajudar seus aliados do Vietnã do Norte. Woods, Mason e Bowman são eventualmente capturados e feito prisioneiros. Bowman é executado por seu captor soviético quando ele e Mason são forçados a jogar roleta-russa. Mason e Woods conseguem escapar da caverna e usam um helicóptero soviético Mil Mi-24 para atacar bases do vietcong na selva. Eles então seguem para a última localização conhecida de Kravchenko. Durante a luta, Woods supostamente morre em uma explosão junto a Kravchenko.
Enquanto isso, Hudson e Weaver interrogam em Kowloon o dr. Daniel Clark, o engenheiro que estabilizou o Nova-6. Clark identifica Steiner como parte da conspiração, revelando a localização de uma base secreta no Monte Yamantau antes de ser morto pelos homens de Dragovich. Hudson e Weaver seguem para o local para destruir a base e capturar Steiner. Durante a missão, Hudson recebe um transmissão de Steiner solicitando que o encontre na Ilha Vozrozhdeniya, no Mar de Aral, para saber como interromper uma transmissão de números que mandará instruções para agentes em prontidão lançarem o gás Nova-6 em cidades americanas. Nesse meio tempo, Mason e Reznov estão a caminho da ilha para assassinar Steiner. No presente, Mason afirma veementemente que foi Reznov que executou Steiner, apesar de Hudson ter testemunhado Mason atirar contra o cientista. Neste ponto, Hudson e Weaver revelam-se como os interrogadores de Mason. Hudson percebe que Dragovich fez uma lavagem cerebral em Mason para que ele guardasse os números da transmissão e se tornasse um agente espião soviético. Esgotadas as alternativas, Hudson liberta Mason para segui-lo. É revelado então que o Reznov verdadeiro fora morto durante a fuga de Vorkuta, e que as visões de Mason relacionadas ao russo são resultado de um transtorno dissociativo de identidade provocado pelo traumático programa de lavagem cerebral. Reznov, na verdade, reprogamou Mason para assassinar Dragovich, Kravchenko e Steiner ao invés do presidente Kennedy, o alvo original. Hudson faz Mason ouvir os números uma última vez, o que o leva a se lembrar da localização do navio cargueiro soviético Russalka, ancorado na costa de Cuba.
Ao amanhecer, a equipe lança um ataque contra o Russalka, com Mason e Hudson infiltrando-se em uma estação de transmissão subaquática protegida pelo navio, que estava disfarçando também uma base de submarinos projetada para apoiar a invasão dos Estados Unidos após o planejado ataque de Nova-6. Confirmando que o Russalka é o emissor dos números, Hudson solicita reforços da Marinha dos Estados Unidos para bombardear o navio e sua base submarina. Mason e Hudson finalmente encontram Dragovich nos níveis inferiores da base, e conseguem matá-lo antes da destruição do local, nadando para a superfície durante a explosão dos alvos. Enquanto volta à superfície, Mason ouve Reznov dizer-lhe que conseguiu o que ele mesmo não seria capaz de fazer. Weaver comemora a vitória, mas Mason permanece incerto, perturbado por sua última conversa com Dragovich.
São mostradas então imagens de arquivo do presidente Kennedy em 22 de novembro de 1963, enquanto uma locutora e Mason narram números aleatórios. As imagens de arquivo são reprisadas, revelando a presença de Mason na multidão que cerca o presidente enquanto as últimas palavras de Dragovich são repetidas, sugerindo que Mason seguiu a programação original de sua lavagem cerebral e assassinou Kennedy.

## Desenvolvimento
Em maio de 2009, espalhou-se o boato de que a editora Activision estaria licenciando músicas da época da Guerra do Vietnã, o que levou à especulação de que Call of Duty 7 seria situado neste período. No mesmo mês, David Kim, funcionário da Treyarch, revelou em seu perfil no LinkedIn que trabalharia como animador no jogo. Em novembro, poucos dias depois do lançamento de Modern Warfare 2, a Actvision confirmou o lançamento de um novo título da série Call of Duty para 2010. Em fevereiro de 2010, testes de elenco para Call of Duty 7 levaram à especulações de que o jogo seria situado durante a Guerra Fria, com algumas batalhas a serem realizadas no Vietnã do Sul. Em 30 de abril do mesmo ano, Black Ops foi oficialmente anunciado.
O jogo roda em um motor World at War aperfeiçoado, a 60 frames por segundo. Apresenta uma tecnologia de estrutura de streaming (também vista em Modern Warfare 2) que torna possível fases amplas como "Payback", onde o jogador controla um helicóptero. Os efeitos de luz também foram melhorados. O jogo suporta  imagens em três dimensões, renderizadas por seu próprio motor. O hardware necessário para tal, contudo, depende da plataforma (com exceção do Wii, que não suporta o formato).
Ao contrário de jogos anteriores, a Treyarch direcionou todo o seu pessoal para a produção de Black Ops. Formou, no entanto, diferentes equipes, cada uma trabalhando em etapas distintas do jogo. O estúdio utilizou a tecnologia de captura de movimento, similar àquela usada por James Cameron em seu filme Avatar, que proporciona expressões faciais mais realistas ao capturar toda a performance do ator. A Treyarch consultou também veteranos das forças especiais de ambos os lados beligerantes da Guerra Fria: o major John Plaster, que serviu na MACV-SOG durante a Guerra do Vietnã, e Sonny Puzikas, ex-agente das forças especiais soviéticas. Este último demonstrou à produtora como soldados da Spetsnaz reagiam em combate, tal como rolar no chão para fugir da linha de fogo. A inteligência artificial de personagens da Spetsnaz no jogo foi modelada em Puzikas, a partir de suas táticas e expressões faciais. Apesar de ter um fundo histórico, o aspecto secreto destes agentes da Guerra Fria permitiu que a Treyarch criasse sua própria história fictícia.

## Recepção

### Vendas
Nas primeiras 24 horas de seu lançamento, Black Ops vendeu um total de 5.6 milhões de unidades nos mercados britânico e americano, ultrapassando Modern Warfare 2 e estabelecendo um novo recorde de vendas de um produto de entretenimento. Comparada à esperada estreia da primeira parte de Harry Potter and the Deathly Hallows, o jogo lucrou mais do que o dobro do filme, alcançando a soma de 360 milhões de dólares. Somente cinco dias após o lançamento, as vendas do jogo mundialmente alcançaram 650 milhões de dólares, superando o recorde obtido anteriormente por Modern Warfare 2, que em cinco dias rendeu 550 milhões. Em 22 de dezembro de 2010, os lucros mundiais obtidos por Black Ops ultrapassaram a marca de 1 bilhão de dólares.
A novembro de 2013, o jogo já havia vendido mais de 26,2 milhões de cópias pelo mundo.